# Мягково (Свердловская область)
Мя́гково — деревня в Таборинском районе Свердловской области России.

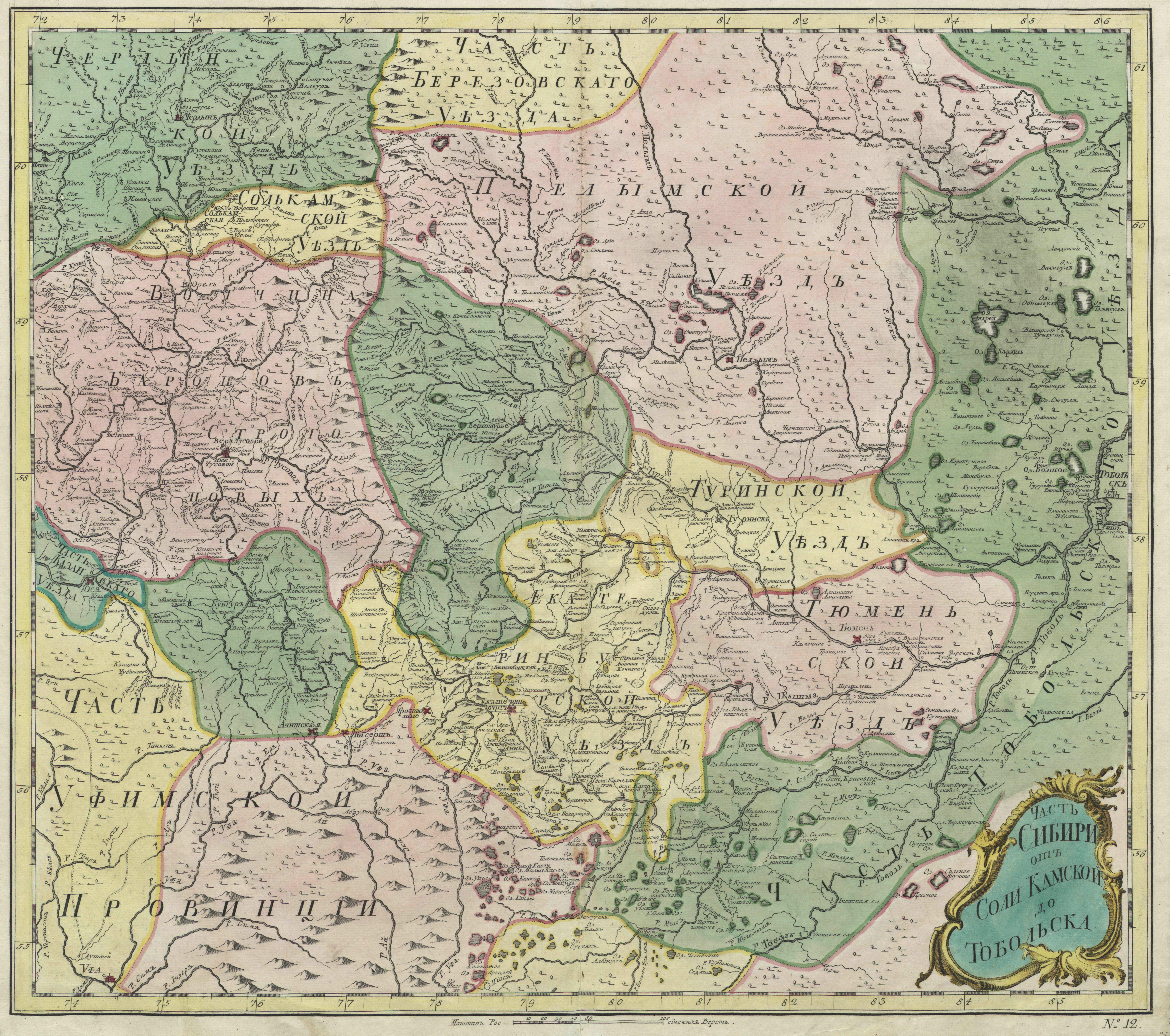
Деревня Мягково на карте 1745 года.

## Географическое положение
Деревня Мягково муниципального образования «Таборинского муниципального района» расположена на правом берегу реки Тавда в 1,5 км от Кузнецово, в 2,5 км от Ермаково, в 13 километрах (по автотрассе в 15 километрах) от районного центра села Таборы, в 78 км от Туринска, в 314 км от Екатеринбурга и в 154 км от Тюмени. Через деревню проходит автодорога Тавда – Таборы.

## История
Основана в первой половине XVIII века. В 1850 году в Таборинской волости Туринского округа Тобольской губернии. В 1924—2005 годах входила в состав Кузнецовского сельсовета Таборинского района. С 1 января 2006 года входит в состав муниципального образования Кузнецовское сельское поселение. По местным сказкам, в окрестностях «хозяйничает нечистая сила».

## Климат
Климат континентальный с холодной зимой и тёплым летом.